# Rhaphidophora sylvestris
Rhaphidophora sylvestris là một loài thực vật có hoa trong họ Ráy (Araceae). Loài này được (Blume) Engl. miêu tả khoa học đầu tiên năm 1879.